# شهرستان لیسوگورسکی
شهرستان لیسوگورسکی (به لاتین: Lysogorsky District) یک شهرستان در روسیه است که در استان ساراتوف واقع شده‌است.